# 인천동막초등학교
인천동막초등학교는 대한민국 인천광역시 연수구에 있는 공립 초등학교이다.

## 학교 연혁
- 1994.03.01 인천동막초등학교 개교 25학급(757명)
- 1994.03.01 초대 윤한중 교장 취임
- 1995.02.15 제1회 졸업식(271명 졸업)
- 1995.03.01 인천광역시교육청지정 학교재량활동 시범학교 운영
- 1997.03.01 제2대 방제세 교장취임
- 1997.03.01 교육부지정 인터넷 활용 교육 시범학교 운영
- 1997.04.21 멀티미디어실, 어학실 설치
- 1997.09.24 학교영양 급식 실시
- 1998.02.09 인천광역시 교육실적 우수교육상 수상
- 1998.09.04 야구부 창단
- 1999.09.01 사이버시범선도학교
- 2001.03.01 종합정보관리시스템 시범학교
- 2001.03.01 제3대 김부겸 교장 취임
- 2001.12.15 2001학년도 정보활용학교 우수상수상(인천광역시 교육감)
- 2002.05.14 제31회 전국소년체육대회 야구부 3위 입상
- 2003.04.20 기상대 측량 및 관찰 기구 보수
- 2003.07.25 제32회 소년체전 인천지역야구예선대회 우승
- 2003.09.22 냉난방시설 완공
- 2004.09.01 제4대 이복영 교장 취임
- 2004.12.23 과학우수교 표장(인천광역시 교육감)
- 2005.01.15 과학실, 보건실 및 보건교육실 현대화 사업완공
- 2005.12.01 인천광역시 학생생활지도 실천사례공모전 우수상
- 2005.12.23 동부교육청 학교평가 우수교 표창
- 2006.02.15 특별실 현대화 사업 완료(음악교육실, 영어교육실)
- 2006.11.17 제1회 청소년 꾸러기 축구대회 준우승
- 2007.01.23 인천광역시교육청 교육정보화 최우수교 선정
- 2007.03.01 인천광역시교육청 지정 교육혁신과제 시범학교 운영
- 2007.05.07 천안홍타령배 전국초등학교 야구대회 우승
- 2007.07.07 자연생태학습장 개장
- 2007.09.01 제5대 유기환 교장 취임
- 2007.11.07 제8회 박찬호기 전국초등학교 야구대회 우승
- 2008.03.01 특수학급 편성
- 2008.03.01 교육과학기술부 지정 디지털 교과서 연구학교 운영(2년간)
- 2008.03.13 인천광역시 야구협회장기 초,중,고 야구대회 우승
- 2008.12.08 인천광역시동부교육청 학교평가 우수교 표창
- 2009.02.18 인천광역시교육청 교육정보화 우수교 표창
- 2009.02.28 제5회 순천시장기 유소년 전구 야구대회 우승
- 2009.06.17 제5회 천안홍타령기 전국초등학교 야구대회 우승
- 2009.11.20 교육과학기술부지정 디지털교화서 연구학교 운영보고회
- 2009.12.23 급식소 및 다목적 강당개관식
- 2009.12.30 학교교육과정자율화 최우수학교(인천광역시 교육감)
- 2010.05.23 제40회 회장기 전국초등학교야구대회 우승 2연패
- 2010.10.21 제7회 SK와이번스기 초중야구대회 우승
- 2011.03.01 인천광역시교육청지정 디지털교과서연구학교 운영
- 2011.03.01 인천광역시교육청지정 효행선도학교운영
- 2011.09.01 제6대 김연배 교장 취임
- 2012.11.30 운동장 인조 잔디 조성, 스탠드 및 차양막 설치
- 2012.12.03 인천광역시교육청 학교평가 우수교 표창
- 2012.12.31 인천광역시교육청 스마트 체험관 설치
- 2013.04.17 인천소년체육대회 야구부 우승
- 2013.04.29 중앙현관 환경정비
- 2013.05.01 다목적 운동장 및 스마트 체험관 개관식
- 2013.05.07 제2회 이천시장기 초등야구대회 우승
- 2013.12.06 정문 경비초소 구축
- 2014.02.14 제20회 졸업식(총 4,966명)
- 2014.07.06 KBO 총재배 유소년 야구대회 우승
- 2014.09.01 제7대 조성덕 교장선생님 부임
- 2014.11.21 SK와이번스기 초중고 야구대회 우승
- 2015.02.13 제21회 졸업식(총 5085명)

## 참고 자료
- 인천동막초등학교 - 한국교육학술정보원 학교알리미